# Tony Bosković
Anton ("Tony") Bosković (Blato (Kroatië), 27 januari 1933 – juni 2022) was een voetbalscheidsrechter uit Australië, die werd geboren in het voormalige Joegoslavië. Hij emigreerde in de jaren vijftig naar Australië. Bosković was FIFA-scheidsrechter van 1965 tot 1982. Hij was actief op twee WK-eindronden van 1974 en 1982.
Bosković overleed op 89-jarige leeftijd.

## Interlands
| Datum      | Wedstrijd                      | Uitslag | Type              | Kreeg geel | Kreeg voor de tweede keer geel en dus rood | Weggestuurd |
| ---------- | ------------------------------ | ------- | ----------------- | ---------- | ------------------------------------------ | ----------- |
| 20/06/1969 | Australië – Griekenland        | 1 – 0   | Vriendschappelijk | ?          | ?                                          | ?           |
| 14/11/1971 | Australië – Israël             | 1 – 0   | Vriendschappelijk | ?          | ?                                          | ?           |
| 16/05/1973 | Israël – Japan                 | 2 – 1   | WK-kwalificatie   | ?          | ?                                          | ?           |
| 22/05/1973 | Hongkong – Japan               | 1 – 0   | Vriendschappelijk | ?          | ?                                          | ?           |
| 23/06/1974 | Bulgarije – Nederland          | 1 – 4   | WK-eindronde      | 4          | 0                                          | 0           |
| 11/08/1976 | Australië – Hongkong           | 0 – 1   | Vriendschappelijk | ?          | ?                                          | ?           |
| 27/02/1977 | Singapore – Thailand           | 2 – 0   | WK-kwalificatie   | ?          | ?                                          | ?           |
| 03/02/1980 | Australië – Tsjecho-Slowakije  | 0 – 5   | Vriendschappelijk | ?          | ?                                          | ?           |
| 31/05/1980 | Australië – Engeland           | 1 – 2   | Vriendschappelijk | ?          | ?                                          | ?           |
| 24/08/1980 | Australië – Mexico             | 2 – 2   | Vriendschappelijk | ?          | ?                                          | ?           |
| 18/03/1981 | Irak – Qatar                   | 1 – 0   | WK-kwalificatie   | ?          | ?                                          | ?           |
| 31/03/1981 | Saoedi-Arabië – Qatar          | 1 – 0   | WK-kwalificatie   | ?          | ?                                          | ?           |
| 30/05/1981 | Nieuw-Zeeland – Chinees Taipei | 2 – 0   | WK-kwalificatie   | ?          | ?                                          | ?           |
| 18/10/1981 | China – Koeweit                | 3 – 0   | WK-kwalificatie   | ?          | ?                                          | ?           |
| 21/06/1982 | Algerije – Oostenrijk          | 0 – 2   | WK-eindronde      | 1          | 0                                          | 0           |
| 12/06/1983 | Australië – Engeland           | 0 – 0   | Vriendschappelijk | ?          | ?                                          | ?           |